# 사회주의 국가
사회주의 국가(, 영어: socialist state), 사회주의 공화국(영어: socialist republic) 또는 사회주의 나라(영어: socialist country)는 때때로 노동자 국가(영어: workers' state) 또는 노동자 공화국(영어: workers' republic)이라고도 불리며, 사회주의의 확립을 헌법적으로 지향하는 주권 국가를 말한다. 서구에서는 이 용어가 마르크스-레닌주의 공산당이 지배하는 일당제 사회주의 국가를 가리킬 때 공산주의 국가라는 용어와 동의어로 자주 사용되지만, 이러한 국가들은 공식적으로 사회주의 국가로서 사회주의를 건설하고 공산주의 사회로 나아가는 과정을 겪고 있다. 이러한 국가들은 자신들을 공산주의 국가로 묘사하거나 공산주의 사회를 구현했다고 말하지 않는다. 또한 다당제 자본주의 국가 중 일부는 헌법에서 사회주의를 언급하는 경우가 있으며, 대부분의 경우 사회주의 사회의 건설을 언급하거나, 사회주의 국가임을 주장하거나, 국가의 정식 명칭에 인민공화국 또는 사회주의 공화국이라는 용어를 포함하지만, 이 명칭이 반드시 해당 국가의 정치적·경제적 시스템의 구조와 발전 경로를 반영하는 것은 아니다. 현재 세계의 사회주의 공화국에는 알제리, 방글라데시, 가이아나, 인도, 네팔,, 니카라과, 스리랑카, 그리고 탄자니아가 있다.
사회주의 국가는 국가 사회주의라는 더 넓은 개념에서 비롯된 것으로, 노동 계급이 국가 권력과 정부 정책을 사용하여 사회화된 경제 체제를 확립해야 한다는 정치적 관점을 나타낸다. 이 용어는 정치 체제를 의미하는 것에서 복지 국가의 관점을 채택하는 것까지 다양하게 사용될 수 있다. 이는 생산, 유통, 교환 수단이 국유화되거나 국가 소유 하에 있는 체제일 수도 있고, 단순히 사회적 가치나 노동자 이익이 경제적 우선순위를 가지는 체제를 의미할 수도 있다. 그러나 사회주의 국가의 개념은 주로 마르크스-레닌주의자들이 지지하며, 대부분의 사회주의 국가는 마르크스-레닌주의 또는 마오주의, 스탈린주의, 티토주의, 호치민 사상과 같은 그 변형을 따르는 정당들이 설립했다. 사회주의 국가이든 아니든 무정부주의자들은 국가를 가장 많이 반대하는데, 그들은 국가가 계급적이고 강제적 성격을 가지고 있어 사회주의 사회를 설립하는 데 사용할 수 없다고 보고, 사회주의 국가 또는 국가 사회주의를 모순된 개념으로 간주한다.  또한, 사회주의 국가의 개념은 일부 고전마르크스주의자들과 정통마르크스주의자들, 자유지상주의적 사회주의자들, 그리고 현대 국가를 자본주의의 부산물로 간주하는 다른 사회주의 정치 사상가들은 불필요하거나 역효과를 낳는 것으로 간주되어 거부한다.
사회주의 국가는 헌법적으로 사회주의 건설에 구속되지 않은, 자칭 사회주의 정당이 지배하는 다당제 자유민주주의와 구별되어야 한다. 이러한 경우, 정치 체제와 정부 기구는 사회주의 발전을 추구하도록 구체적으로 구조화되어 있지 않다. 마르크스-레닌주의적 관점에서 사회주의 국가는 전위당의 통제 하에 있는 주권 국가로, 그 정당은 사회주의 실현을 향해 국가의 경제적, 정치적, 사회적 발전을 조직하고 있다. 경제적으로 이는 국가 주도의 자본 축적을 통해 국가자본주의 경제를 발전시키는 것을 포함하며, 동시에 국제 공산주의를 촉진하면서 국가의 생산력을 증대하는 것을 장기적 목표로 삼는다.
학자들, 정치 논평가들, 그리고 다른 연구자들은 권위주의적 사회주의 국가와 민주사회주의 국가를 구별하는 경향이 있다. 권위주의적 사회주의 국가는 옛 동구권 국가들을 일컫고, 민주사회주의 국가는 자본주의 영국, 프랑스, 이탈리아와 같은 사회주의 정당이 민주적으로 통치하는 서구권 국가들, 그리고 전반적으로 서유럽의 사회민주주의 국가들을 대표한다.

## 정의
사회주의라는 개념이 잡히기 이전 세계에서 최초로 사회주의 경제를 실현한 국가는 마우리아 제국으로 마우리아 제국은 "사회주의화 경제" 또는 "일종의 국가 사회주의"를 가진 것으로 묘사되었다. 권위주의적 사회주의에 대한 개념 역시 사회주의가 발생하기 이전인 고대 그리스의 철학자인 아리스토텔레스와 플라톤이 원론적으로 제시했다. 최초의 사회주의 국가는 1917년에 설립된 러시아 소비에트 연방 사회주의 공화국이었다. 1922년에는 벨로루시 소비에트 사회주의 공화국, 자캅카스 소비에트 연방 사회주의 공화국, 우크라이나 소비에트 사회주의 공화국과 합병하여 소비에트 사회주의 공화국 연방(소련)이라는 단일 연방 국가를 구성했다. 소련은 스스로 사회주의 국가로 선언하고, 1936년 헌법과 그 이후의 1977년 헌법에서 사회주의 경제 건설에 대한 의지를 천명했다. 소련은 단일 정당 체제로서 소련 공산당이 다스렸으며, 표면적으로는 민주중앙제를 조직 원칙으로 삼았으며, 마르크스-레닌주의는 1991년 12월 26일 소련 해체 때까지 공식적인 지도 이념으로 유지되었다. 이러한 마르크스-레닌주의 사회주의 국가의 정치 체제는 궁극적 권위를 지닌 당의 중심적 역할을 중심으로 이루어졌다. 당 내부적으로는 공산당이 민주중앙제라는 형태의 민주주의를 실천했다.
다수의 국가들은 헌법에서 사회주의를 언급하지만, 이들은 마르크스-레닌주의와 계획 경제를 채택한 일당제 국가는 아니다. 대부분의 경우, 이러한 헌법에서의 언급은 사회주의 사회의 건설과 정치적 원칙을 지칭하며, 이들 국가의 정부 기구나 경제 체제의 구조와 지침에는 거의 영향을 미치지 않는다. 이러한 경우, 사회주의의 의도된 의미는 매우 다양할 수 있으며, 때로는 사회주의에 대한 헌법적 언급이 해당 국가의 역사적 이전 시기로부터 남겨진 경우도 있다. 예를 들어, 1976년 포르투갈 헌법의 서문에서는 포르투갈 국가의 목표 중 하나가 "사회주의 사회로 나아가는 길을 여는 것"이라고 명시되어 있다. 또 다른 예로는 슬로베니아가 스스로를 "법치 국가이자 사회 국가"로 정의하는 경우가 있다. 중동의 여러 국가의 경우, 사회주의라는 용어는 종종 가말 압델 나세르나 바트당의 여러 정권과 같은 특정 체제에 의해 채택된 아랍 사회주의/아랍 민족주의 이념을 지칭하는 데 사용되었다.

## 같이 보기
- 사회주의 국가 목록
- 공산국가